# Rådhuspladsen (Vilnius)
 For alternative betydninger, se Rådhuspladsen (flertydig). (Se også artikler, som begynder med Rådhuspladsen)
Rådhuspladsen (litauisk: Vilniaus rotušė) er en af de ældste pladser i Senamiestis. Rådhuspladsen ligger for enden af Pilies gatvė og afgrænses af bl.a. af Didžioji gatvė. Gaderne Stiklių gatvė, Vokiečių gatvė, Rūdninkų gatvė, Arklių gatvė og Savičiaus gatvė har sit udspring ved Rådhuspladsen.
Rådhuspladsen er det historiske centrum for torvehandel og begivenheder i Vilnius. Større årlige messer som f.eks Kaziukas marked afholdes blandt andet på Rådhuspladsen, byens juletræ opstilles her ligesom forskellige koncerter og andre nationale begivenheder afholdes her.

## Historie
Så langt tilbage som begyndelsen 1400-tallet, var torvet kantet af småbutikker. Med udvidelsen af byen og udviklingen i samhandelen steg antallet af småbutikker. De fleste af dem solgte salt, jern og kødprodukter. alt var nøje reguleret smledes kunne butikkerne kunne hverken sælges, doneres eller overføres frit. Handel på Rådhuspladsen blev begrænset ved forordninger, for eksempel måtte jødiske slagtere hverken oprette slagterbutikker på den Rådhuspladsen eller i den tilstødende Vokiečių gatvė.
Enhver overtrædelse blev straffet med bøder, prygl, fængsling og konfiskation af varelager. De konfiskerede varer blev efterfølgende doneret til bl.a. hospitaler.
På pladsen optrådte omrejsende akrobaten, gøglere med dresserede bjørne, komikere, teatertrupper og mystikkere med semi-religiøse forestillinger. Samtidigt var Rådhuspladsen stedet hvor vigtige gæster og udenlandske herskere blev sat i stævne og adelsfamilier afholdt familiefester.
I 1748 nedbrændte Rådhuset og de omkringliggende butikker. I 1769 afsluttedes arbejdet med det nye rådhus.

## Bush' besøg i Litauen
Under George W. Bush' besøg i Litauen den 23. november 2002, afholdt han tale på pladsen, og sagde blandt andet: Enhver, der vælger at være fjende af Litauen, er også en fjende af USA.

## Galleri
- Vilnius Rådhusplads med byens juletræ
- Vilnius Rådhusplads 1882
- Vilnius Rådhusplads
Den franske hær på tilbagetog efter nederlaget i Rusland i 1812